# 교황 실베리오
교황 실베리오(라틴어: Silverius PP., 이탈리아어: Papa Silverio)는 제58대 교황(재위: 536년 6월 1일 - 537년 11월 11일)이다. 사후 성인으로 시성되었으며, 축일은 6월 20일이다.

## 생애
실베리오는 교황 호르미스다의 아들로 태어났는데, 사제 서품을 받기 전에 낳은 아들이었기 때문에 사생아가 아닌 합법적인 아들이었다. 실베리오가 성직계에 입문한 시기는 536년 6월 8일로 추정된다. 교황 아가피토 1세가 선종했다는 소식이 로마 전 시내에 전해지자 동고트 왕국의 테오다하드 왕에게 강요받아 교황 선출을 받아들여 즉위하였다. 차부제로서 성직 품급이 낮았던 그가 단번에 교황직에 오를 수 있었던 이유는 당시 테오다하드가 고트 전쟁을 앞두고 고트족에 우호적인 인물을 교황좌에 앉히려 했기 때문이다. 이는 그가 다른 부제들과 사제들 전체를 믿지 못하고 무시했었다는 사실을 보여주고 있다.
536년 12월 9일 벨리사리우스가 이끈 동로마 제국군이 교황 실베리오의 허락을 받고 로마에 입성하였다. 이에 테오다하드의 뒤를 이어 동고트 왕국의 새로운 왕이 된 비티게스가 군사들을 모아 로마를 수개월 동안 포위하였다. 동고트 병사들은 수도를 끊어 버리고 카타콤바와 성벽 밖의 성당들을 파괴하여 상당한 피해를 입혔다. 로마 시민들은 파괴와 궁핍으로 고생하였다. 이후 상황전개는 모든 교황 연대기가 한결같이 배신과 모략이 뒤따랐다고 기록하고 있다. 벨리사리우스가 실베리오를 교황좌에서 끌어내어 537년 3월에 유배를 보내자, 콘스탄티노폴리스에서 교황의 사절로 머물러 있던 비질리오가 로마로 와서 새 교황으로 선출되었다. 이에 대한 자세한 내막에 대해서는 서로 엇갈린 진술이 있다.
카르타고의 리베라토는 비질리오를 “탐욕스러운 배신자로서 과거에는 단성설을 추종한 이단자였다. 그리고 자신의 선임자를 사실상 축출하여 살해하였다.”라고 묘사하였다. 리베라토는 비질리오가 교황이 된 이유는 그가 콘스탄티노폴리스에 있을 당시 동로마 제국의 황후 테오도라와 모종의 합의를 했기 때문이라고 주장하였다. 즉 테오도라가 비질리오의 교황 선출을 도와주면, 비질리오는 테오도라가 안티무스를 콘스탄티노폴리스 총대주교로 다시 앉히는 것을 교황으로서 허락한다는 약속을 했다는 것이다. 벨리사리우스는 처음에는 실베리오에게 융숭한 대접을 받았으므로 테오도라의 지시를 이행할 마음이 없었다. 그러나 테오도라와 절친한 아내 안토니나의 권유로 지시를 이행하게 되었다. 그는 로마를 고트족에게 넘겨준다는 위조된 편지에 실베리오가 연루되어 있다는 누명을 씌웠다. 그리하여 실베리오는 벨리사리우스 앞에 출두하라는 지시를 받았다. 실베리오는 벨리사리우스와 안토니나가 침상에 누워 있는 내실로 인도되었다. 그러자 안토니나는 실베리오가 자기들을 속이고 고트족과 내통한다고 비난하기 시작했다. 그녀가 말하고 있는 동안 실베리오는 강제로 교황복을 빼앗기고 수도복으로 바꿔 입었다. 그 후 실베리오가 퇴위되었다는 소식이 전해져 537년 3월 새 교황 선거가 서둘러 이루어져 비질리오가 선출되었다. 이렇듯 순식간에 로마에서 쫓겨나 리키아의 파타라에 유배된 실베리오는 유스티니아누스 1세 황제에게 자신을 위해 공정한 재판을 열어줄 것을 청원하였다. 유스티니아누스 1세는 이 사실을 전혀 모르고 있었다가 파타라의 주교로부터 정확한 소식을 전해듣고는 실베리오를 로마로 귀환하게 하였다. 만일 실베리오가 반역적인 편지를 썼다면 제국 내의 어느 도시에서 주교로 자유롭게 지내게 할 수 있게 하고, 만일 그 편지가 위조된 것이라면 교황직에 복귀시키려고 했다. 모함을 받은 실베리오는 이탈리아로 돌아가게 되었으나, 벨리사리우스는 재판을 여는 대신에 새로 교황으로 선출된 비질리오에게 양도하였다. 그리고 비질리오는 실베리오를 당시 무인도였던 팔마롤라로 유배를 보냈다. 그곳에서 실베리오는 몇 개월 동안 지내다가 굶어 죽었다.
반면에 《교황 연대표》에서는 비질리오에 대해 좀 더 우호적으로 묘사하고 있다. 일단 사건이 일어난 동기에 대해서는 리베라토의 주장과 일치한다. 바로 실베리오가 교황직에서 퇴위당한 이유가 안티무스를 콘스탄티노폴리스 총대주교로 복직시키기 위해서였다는 것이다. 하지만 《교황 연대표》는 비질리오는 원래 실베리오를 설득하여 안티무스를 콘스탄티노폴리스 총대주교로 복직시키는 것을 허용한다는 동의를 받아내기 위해 로마로 돌아간 것일 뿐, 처음부터 실베리오에게서 교황직을 찬탈하기 위해 보내진 것이 아니라고 주장하였다. 하지만 실베리오가 테오도라의 제의를 거부하자, 비질리오는 벨리사리우스에게 가서 실베리오가 동로마 제국을 배신하고 동고트 왕국 편에 선다는 서신을 작성했다고 주장하였다. 벨리사리우스는 이를 믿지 않았으나, 비질리오는 잠시 양심의 가책을 느끼기는 했으나 이를 극복하고 거짓 증인을 내세워 그 앞에 가서 허위 증언을 하도록 지시하였다. 이에 속은 벨리사리우스는 실베리오를 즉시 소환하여 그가 입은 제의를 강제로 벗긴 다음에 비질리오에게 신변을 양도하였다. 그리고 비질리오는 실베리오를 유배 보냈다는 것이다. 동로마 제국의 역사학자 프로코피우스는 비질리오의 행동에 대해 종교적으로 논란이 될 수 있는 내용은 모두 생략하였다. 반면에 실베리오에 대해서는 고트족 편에 서서 로마를 넘겨주려고 했다고 비판적으로 묘사하였다. 그는 벨리사리우스가 이 사실을 알고 실베리오를 교황직에서 사임시키고 수도복을 강제로 입힌 다음에 그리스로 유배 보냈다고 기록하였다. 그와 동시에 몇몇 원로원 의원들도 로마에서 추방시켰다고 기록하였다. 그리고 벨리사리우스가 후임 교황으로 비질리오가 선출되게 도와주었다고 기록하였다.

## 시성
교황 실베리오는 대중의 지지를 받아 훗날 성인으로 시성되었으며, 이탈리아 폰차의 수호성인으로 지정되었다. 성인으로서 그의 이름이 언급된 최초의 기록은 11세기 성인 목록이다. 폰차에서 전해내려오는 한 전설에 따르면, 한 어부가 작은 배를 타고 바다로 나갔다가 풍랑을 만났는데, 그 때 실베리오의 이름을 부르며 전구를 청하자 구제되었다고 한다.

## 같이 보기
- 교황 목록